# Turlough Carolan
Turlough Carolan (nom irlandès Toirdhealbhach Ó Cearbhalláin, 1670  –  25 de març de 1738) fou un arpista cec itinerant d'Irlanda, compositor i cantant, la seua gran fama es deu al seu do per la composició melòdica. Fou l'últim gran compositor d'arpa i és considerat per molts com un compositor nacional. Els arpistes en la tradició irlandesa estigueren vivint fins al 1792, com fins a deu, incloent Arthur O'Neill, Patrick Quin i Denis O'Hampsey, apareixent en el Belfast Harp Festival, però no hi ha cap prova que qualsevol d'aquests foren compositors. Algunes de les composicions pròpies de Carolan mostren la influència de l'estil de la música clàssica continental.